# Necropsar rodericanus
Estorninho-de-rodrigues ou estorninho-da-rodrigues (nome científico: Necropsar rodericanus) é uma espécie extinta de pássaro da família dos estorninhos que era endêmica de Rodrigues, uma ilha no Oceano Índico a leste de Madagascar. A ave media 25 a 30 cm de comprimento, considerada grande para os padrões de um estorninho. Seu corpo era branco, as asas e a cauda parcialmente pretas, e bico e pernas amarelos. Alimentava-se no solo, utilizando seus músculos fortes do pescoço e da mandíbula para perfurar ovos e retirar do casco a carne de tartarugas mortas, a base de sua dieta. Comia ainda caracóis e outros invertebrados, além de sobras de refeições de outros animais.
A única pessoa a descrever a ave em vida foi o marinheiro francês Julien Tafforet, que permaneceu nove meses em Rodrigues após ter sido abandonado na ilha em 1725. Anos mais tarde, publicou um livro de memórias no qual narra encontros com vários animais nativos, incluindo o Necropsar rodericanus. Ele afirmou que a ave estava confinada a uma ilhota chamada Gombrani. Especialistas acreditam que nesta época a ave já havia sido erradicada ou era muito rara na ilha principal, devido a presença de ratos introduzidos pelos europeus. Os roedores atacam ovos e filhotes, sendo esta a principal causa da extinção do pássaro. As ilhotas teriam sido o seu último refúgio, até que os roedores as colonizassem também, precipitando o desaparecimento da espécie em meados do século XVIII.
Entre 1866 e 1874, foram descobertos ossos subfósseis em Rodrigues cuja análise os conectou com a ave descrita por Tafforet um século antes. Tais achados serviram de base para a descrição científica do pássaro, feita pelos ornitólogos Albert Günther e Edward Newton em 1879. O termo genérico Necropsar vem de "Nekros" e "Psar", palavras em grego que significam "morto" e "estorninho", respectivamente, enquanto o epíteto específico rodericanus refere-se à ilha Rodrigues. Devido ao esqueleto parecido, a ave chegou a ser classificada no mesmo gênero do Fregilupus varius, uma espécie endêmica da ilha vizinha de Reunião. Mas a descoberta de mais subfósseis em 1974 reforçou a ideia de que o pássaro de Rodrigues era de outro gênero de estorninho, principalmente devido a constituição mais robusta de seu bico.

## Taxonomia
Em 1725, o marinheiro francês Julien Tafforet foi abandonado em Rodrigues, uma ilha do arquipélago das Mascarenhas no Oceano Pacífico; e lá permaneceu por nove meses. Anos mais tarde ele publicou suas memórias desse período no livro Relation d'île Rodrigue. Na obra, o viajante narrou encontros com várias espécies nativas de animais, incluindo um pássaro branco e preto, que se alimentava de ovos e de tartarugas mortas. Ele afirmou que a ave estava confinada a uma ilhota chamada Gombrani, depois batizada de au Mât. François Leguat, outro francês que também foi abandonado em Rodrigues (antes de Tafforet, entre 1691 a 1693), também descreveu várias espécies locais e seu relato foi publicado em 1708. Como não tinha um barco, não pôde explorar as várias ilhotas como Tafforet pôde fazer anos depois. Nenhuma outra pessoa que viajou à ilha jamais mencionou o pássaro. Em um artigo escrito em 1875, o ornitólogo britânico Alfred Newton tentou identificar a ave da descrição de Tafforet, e sugeriu que ela estava relacionada com o extinto Fregilupus varius, endêmico de Reunião, uma outra ilha próxima.
Ossos subfósseis de um pássaro semelhante a um estorninho foram descobertos em Rodrigues pelo magistrado policial George Jenner em 1866 e 1871, e pelo reverendo Henry Horrocks Slater em 1874. Eles foram encontrados em cavernas no Plaine Coral, uma planície de calcário no sudoeste da ilha. O material inclui o crânio, mandíbula, esterno, coracoide, úmero, metacarpo, ulna, fêmur, tíbia e metatarso de várias aves; os ossos foram guardados no Museu Britânico e em museus de Cambridge. Em 1879, tais achados serviram como base para a descrição científica do pássaro, feita pelos ornitólogos Albert Günther e Edward Newton (irmão de Alfred). Eles batizaram a espécie de Necropsar rodericanus; "Nekros" e "Psar" são palavras em grego que significam "morto" e "estorninho", respectivamente, enquanto rodericanus refere-se à ilha Rodrigues. Este binômio foi originalmente proposto por Slater num manuscrito de 1874, o qual havia enviado para Günther e Newton. Slater tinha preparado o manuscrito para ser publicado em 1879, o que não se concretizou, mas Günther e Newton citaram as notas não publicadas de Slater no artigo deles de 1879, e creditou-lhe o nome. A BirdLife International atribui o nome da espécie a Slater, ao invés de Günther e Newton. Esses dois últimos determinaram que o estorninho nativo de Rodrigues está estreitamente relacionado com o Fregilupus varius, e eles só o mantiveram num gênero separado pelo que denominaram de "presente prática ornitológica". Devido ao bico forte e robusto, consideraram a nova espécie como sendo a mesma do pássaro mencionado no relato de Tafforet. Atualmente, o nome popular em língua inglesa é "Rodrigues starling"; em português, os nomes comuns para espécie são estorninho-de-rodrigues e estorninho-da-rodrigues.
Em 1900, o cientista inglês George Ernest Shelley utilizou a grafia Necrospa num livro, criando assim um sinônimo júnior; no entanto, atribuiu o nome ao zoólogo Philip Sclater. Em 1967, o ornitólogo norte-americano James Greenway sugeriu que o estorninho-de-rodrigues deve se classificado no mesmo gênero do Fregilupus varius, devido à similaridade das espécies. No entanto, a descoberta de mais subfósseis em 1974 reforçou a ideia de que o pássaro de Rodrigues era de outro gênero de estorninho. O bico robusto é a principal característica que garante a separação genérica em relação ao Fregilupus. Em 2014, o paleontólogo britânico Julian Hume descreveu uma nova espécie extinta, o estorninho Cryptopsar ischyrhynchus, com base em subfósseis da ilha Maurício. Ele mostrou ser mais relacionado com o estorninho-de-rodrigues do que com o Fregilupus varius devido às características de seu crânio, esterno e úmero. Até então, o estorninho-de-rodrigues era a única ave passeriforme das Mascarenhas nomeada a partir de material fóssil.

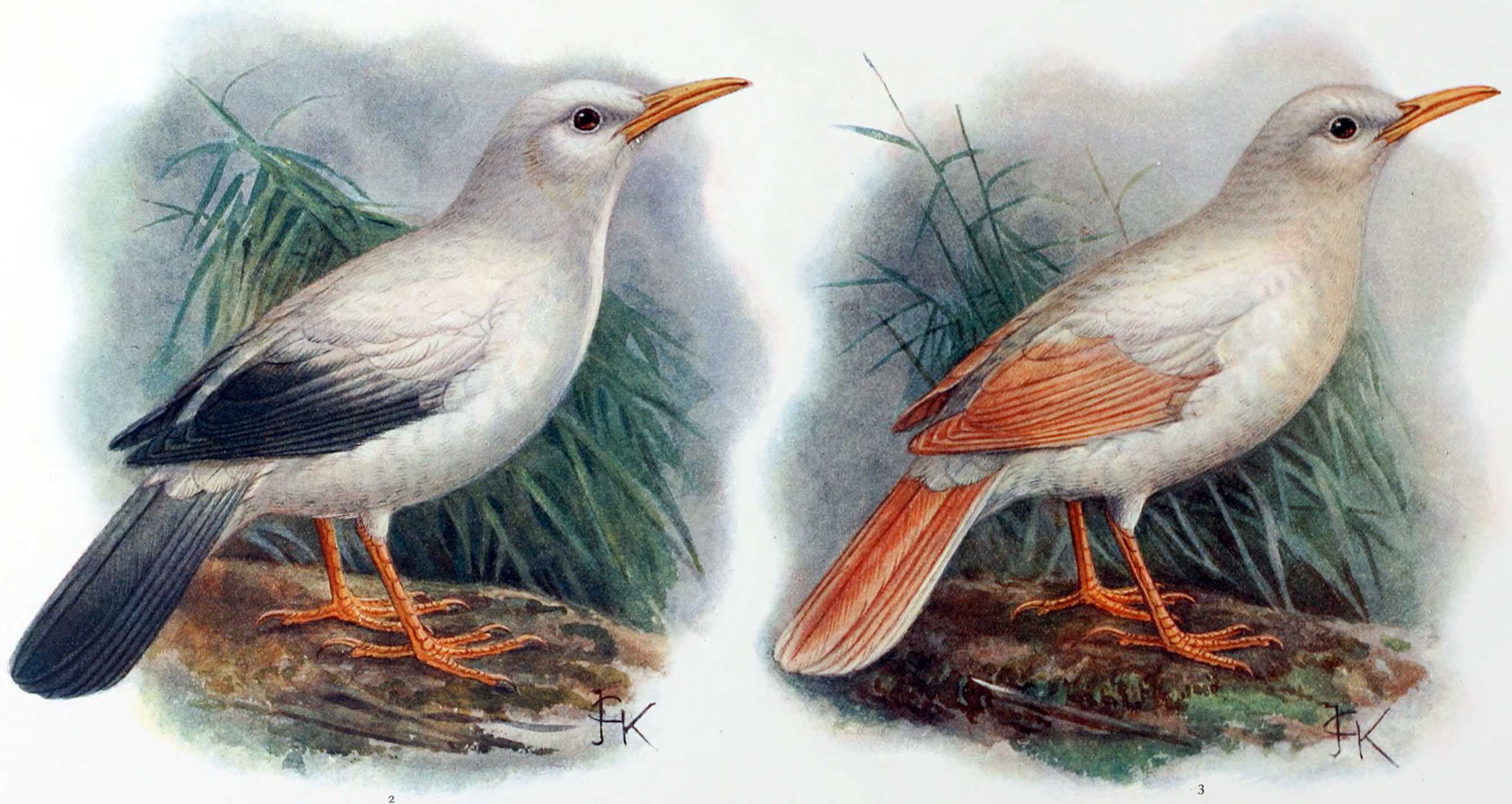
A ilustração de John Keulemans (1907) tentando retratar o estorninho-de-rodrigues (à esquerda) foi baseada num exemplar albino de Cinclocerthia gutturalis (à direita).

Em 1898, o naturalista britânico Henry Ogg Forbes descreveu uma segunda espécie de Necropsar, N. leguati, com base numa pele do World Museum de Liverpool, espécime D.1792, que foi rotulada como proveniente de Madagascar. Ele sugeriu que o material pertencia, na verdade, ao pássaro mencionado por Tafforet, em vez do N. rodericanus da ilha principal de Rodrigues. Walter Rothschild, no entanto, acredita que o exemplar de Liverpool era um indivíduo albino de uma espécie de Necropsar, supostamente de Maurício. Em 1953, o japonês Masauji Hachisuka sugeriu que N. leguati era distinto o suficiente para justificar seu próprio gênero, Orphanopsar. Graças a uma análise de DNA realizada em 2005, o mistério foi resolvido e o espécime foi finalmente identificado como um indivíduo albino de Cinclocerthia gutturalis, proveniente da ilha caribenha de Martinica.
Hachisuka acreditava que os hábitos carnívoros descritos por Tafforet eram improváveis para um estorninho, e pensou que a ausência de uma crista sugeria que não estava intimamente relacionado com o Fregilupus. Afirmou que lembrava um corvídeo devido à plumagem preta-e-branca, e sugeriu que o pássaro visto por Tafforet era um tipo de gralha. Em 1937, ele o nomeou Testudophaga bicolor, e cunhou o nome popular em inglês "bi-coloured chough". As suposições de Hachisuka são desconsideradas hoje, e ornitólogos modernos creem que o pássaro mencionado por Tafforet é o mesmo que foi descrito a partir de subfósseis.
Em 1987, o ornitólogo britânico Graham S. Cowles preparou um manuscrito no qual descreveu uma nova espécie de pássaro da família Timaliidae, Rodriguites microcarina, com base num esterno incompleto encontrado em uma caverna de Rodrigues. Em 1989, o nome foi erroneamente publicado antes da descrição, tornando-se um nomen nudum. Uma análise do externo feita posteriormente por Julian Hume mostrou que Rodriguites microcarina era idêntico ao estorninho-de-rodrigues.

### Evolução
Em 1943, o ornitólogo norte-americano Dean Amadon sugeriu que uma espécie parecida com os estorninhos atuais pode ter chegado à  África e originado o estorninho-carunculado (Creatophora cinerea) e os estorninhos das ilhas Mascarenhas. De acordo com Amadon, os estorninhos de Rodrigues e Reunião estão mais relacionados com os asiáticos, como os do gênero Sturnus, do que com os estorninhos Lamprotornis do continente africano, e o Saroglossa aurata de Madagascar. Ele chegou a essa conclusão com base na cor da plumagem. Um estudo de 2008, que analisou o DNA de várias aves da família Sturnidae, confirmou que a espécie endêmica de Reunião Fregilupus varius era de fato um estorninho, mas sem "primos" próximos entre as espécies pesquisadas.
Estorninhos que ainda vivem no leste asiático, como o estorninho-de-bali e o Sturnia erythropygia, têm semelhanças com essas espécies extintas no que se refere à coloração e algumas outras características. Como os estorninhos de Rodrigues e de Maurício parecem estar mais estreitamente relacionados entre si do que com o de Reunião, o qual aparenta estar mais próximo dos estorninhos do sudeste asiático, pode ter havido duas colonizações separadas de estorninhos nas Mascarenhas a partir da Ásia, com o de Reunião sendo de chegada mais recente. Além de Madagascar, as Mascarenhas foram as únicas ilhas do sudoeste do Oceano Índico que abrigavam estorninhos nativos. Isto ocorreu provavelmente devido ao isolamento, topografia variada e vegetação destas ilhas.

## Descrição
O estorninho-de-rodrigues era grande para os padrões de um estorninho, medindo de 25 a 30 cm de comprimento. Seu corpo era branco ou branco acinzentado, as asas castanho-escuras, e bico e pernas amarelos. A descrição completa de Tafforet teve a seguinte redação:
Tafforet estava familiarizado com a fauna da ilha da Reunião, onde um outro estorninho, o Fregilupus varius, viveu. Ele fez várias comparações entre as faunas de locais diferentes, por isso o fato de não ter mencionado uma crista no estorninho-de-rodrigues indica que ela estava ausente. Sua descrição da coloração dessas espécies é semelhante.

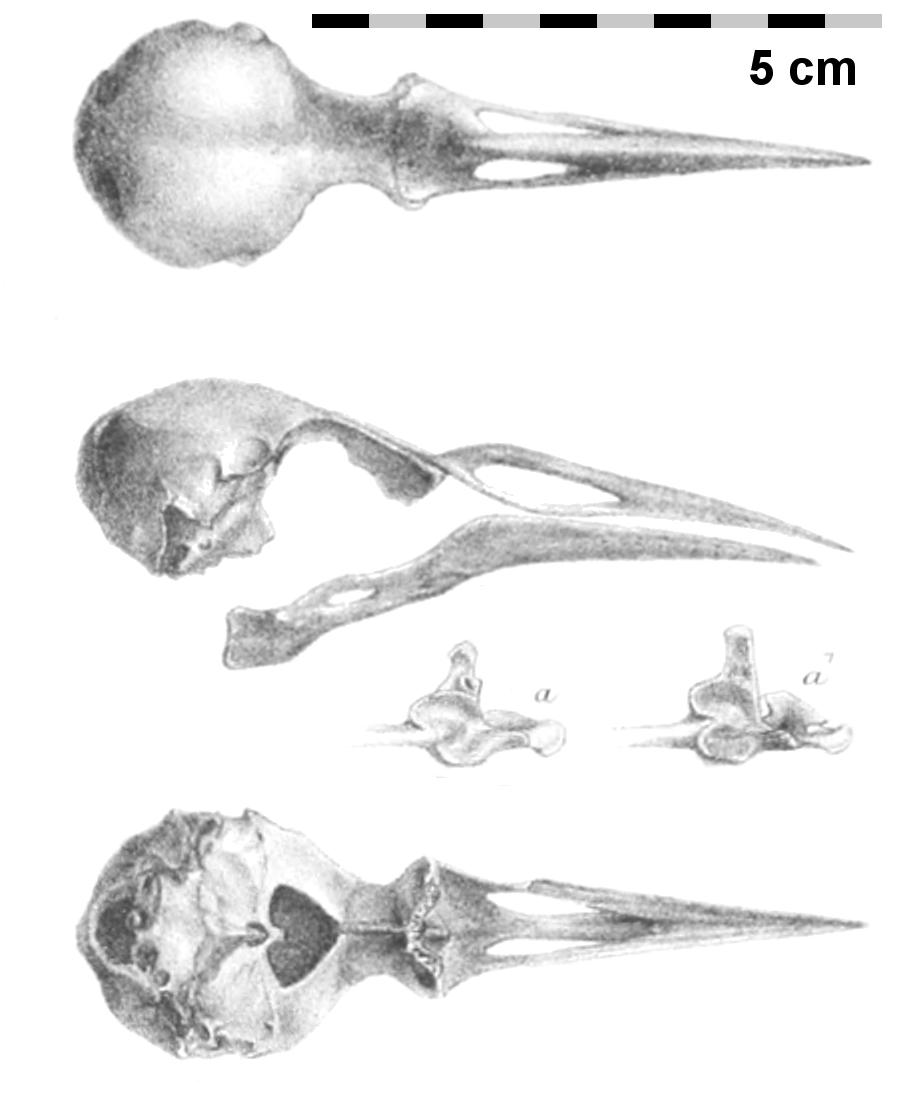
Crânio e articulação mandibular.

Julian Hume ressalta que o crânio do estorninho-de-rodrigues era aproximadamente do mesmo tamanho do Fregilupus varius, mas o esqueleto era menor. Embora o primeiro tenha sido claramente capaz de voar, seu esterno era menor comparado com o de outros estorninhos; no entanto, uma capacidade de voo potente pode não lhe ter sido demandada, devido à pequena área de superfície e ao relevo de Rodrigues. Os dois estorninhos diferiam principalmente em detalhes do crânio, mandíbulas e esterno. A maxila do estorninho-de-rodrigues era menor, menos curva e tinha a extremidade menos delgada, já sua mandíbula era mais robusta. Não foram encontrados restos materiais suficientes do estorninho-de-rodrigues para avaliar se havia dimorfismo sexual na espécie. Subfósseis mostram uma disparidade no tamanho entre as amostras, mas isto pode ser devido a variação individual, na medida em que as diferenças são graduais, sem classes de tamanhos distintos. Há uma diferença no comprimento e na forma do bico entre dois exemplares da espécie, o que poderia indicar dimorfismo.
Günther e Newton observaram que o crânio da ave tinha um formato um pouco diferente e era mais longo que o do Fregilupus, medindo cerca de 2,9 cm de comprimento na altura do côndilo occipital; ele era também mais estreito, com 2,1 a 2,2 cm. Os olhos estavam implantados um pouco mais abaixo, e as bordas superiores das órbitas oculares tinham cerca de 8 mm de distância. O septo interorbital era mais delicado, com um orifício maior no centro. O bico tinha cerca de 3,6 a 3,9 cm de comprimento, menos curvo e proporcionalmente um pouco mais profundo do que o do Fregilupus varius. Ele também parece ter tido narinas maiores, com as aberturas das narinas no osso medindo 1,2 a 1,3 cm de comprimento. A mandíbula possuía cerca de 5,2 a 6,0 cm de comprimento e 4 a 5 mm de profundidade proximalmente. O crânio tinha uma marca de um local de inserção muscular acima da fossa temporal. A crista supraoccipital no crânio era fortemente desenvolvida, e a inserção do músculo biventer na região parietal abaixo era visível. Isso indica que o estorninho tinha músculos fortes no pescoço e na mandíbula.
De acordo com Günther e Newton, a ulna do estorninho-de-rodrigues era um pouco mais curta que a do Fregilupus, medindo 3,7 a 4,0 cm; o úmero media 3,2 a 3,5 cm, e a quilha do esterno era um pouco mais baixa. Possuía papilas ulnares robustas, indicando que as rêmiges secundárias eram bem desenvolvidas. Um coracoide medindo 27,5 milímetros de comprimento, e um carpometacarpo com 22,5 mm de comprimento foram encontrados. A perna e os pés tinham as mesmas proporções. O fêmur media cerca de 3,3 cm, o tibiotarso 5,2 a 5,9 cm, e o tarsometatarso 3,6 a 4,1 cm.

## Comportamento e ecologia

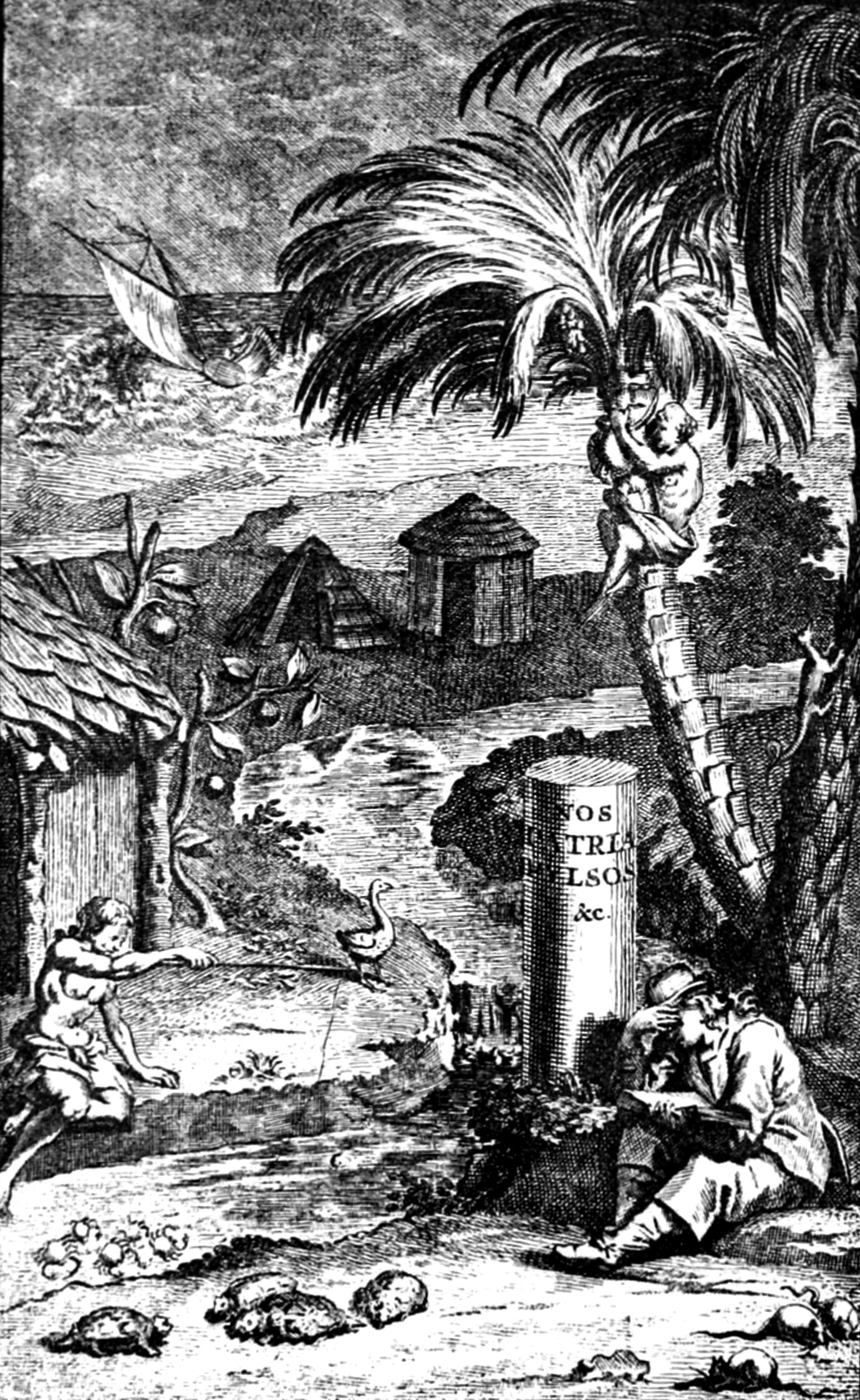
Ilustração da capa do livro de memórias de François Leguat (1708), mostrando seu acampamento com tartarugas e ratos na parte inferior.

Pouco se conhece sobre o comportamento do estorninho-de-rodrigues além da descrição de Julien Tafforet, a partir da qual várias inferências podem ser feitas. A robustez dos seus membros e as fortes maxilas capazes de manter a boca aberta indicam que a ave se alimentava no chão. Sua dieta pode ter consistido de vários caracóis e invertebrados de Rodrigues, além de sobras de comidas de outros animais. Rodrigues tinha grandes colônias de aves marinhas, tartarugas gigantes terrestres do gênero Cylindraspis (hoje extintas), bem como tartarugas marinhas, que teriam fornecido uma grande quantidade de alimento para o estorninho, particularmente durante as épocas de reprodução. Tafforet informou que os pombos e papagaios das ilhotas ao sul vinham para a ilha principal apenas para beber água, e Leguat observou que os pombos só nidificavam nas ilhotas, devido à presença dos ratos (trazidos nos navios) na ilha maior; o estorninho também pode ter feito isso. Antes da chegada dos humanos, os estorninhos-de-rodrigues provavelmente estavam distribuídos por toda a ilha principal de Rodrigues, com visitas sazonais às ilhotas ao seu redor. A descrição de Tafforet também indica que ele tinha um canto complexo.
A estrutura corporal mais robusta e mandíbulas de formato mais arqueado sugerem que o estorninho-de-rodrigues usava mais força que o Fregilupus varius para procurar, ou mesmo escavar, o alimento. Provavelmente também tinha a capacidade de remover objetos e forçar a abertura de entradas quando em busca de comida; ele fazia isso inserindo seu bico em forma de cunha e abrindo as mandíbulas, tal como outros estorninhos e corvos fazem. Esta habilidade corrobora com a alegação de Tafforet que a ave se alimentava de ovos e de tartarugas mortas. Pode ter sido capaz de separar a carne das tartarugas jovens mortas de seus cascos, despedaçando-as. Tafforet não avistou nenhum estorninho-de-rodrigues na ilha principal, mas afirmou que tais aves poderiam ser facilmente criadas, alimentando-lhes com carne, o que indica que ele trouxe pássaros jovens a partir de uma população reprodutora da Île Gombrani. Tafforet foi abandonado em Rodrigues durante o verão e aparentemente foi capaz de obter indivíduos juvenis; sabe-se que algumas outras aves de Rodrigues procriam nesta estação, por isso, é provável que o estorninho fizesse o mesmo.
Muitas outras espécies endêmicas de Rodrigues tornaram-se extintas após a chegada do homem, de modo que o ecossistema da ilha está fortemente danificado. Antes da vinda dos humanos, as florestas cobriam a ilha por completo, mas muito pouco resta hoje devido ao desmatamento. O estorninho-de-rodrigues viveu ao lado de outras aves recentemente extintas, como o solitário-de-rodrigues, o Erythromachus leguati, o periquito-de-rodrigues, o papagaio-de-rodrigues, a coruja-de-rodrigues, a garça Nycticorax megacephalus, e o pombo-de-rodrigues. Répteis extintos incluem as tartarugas gigantes Cylindraspis peltastes e C. vosmaeri, e o lagarto Phelsuma edwardnewtoni.

## Extinção

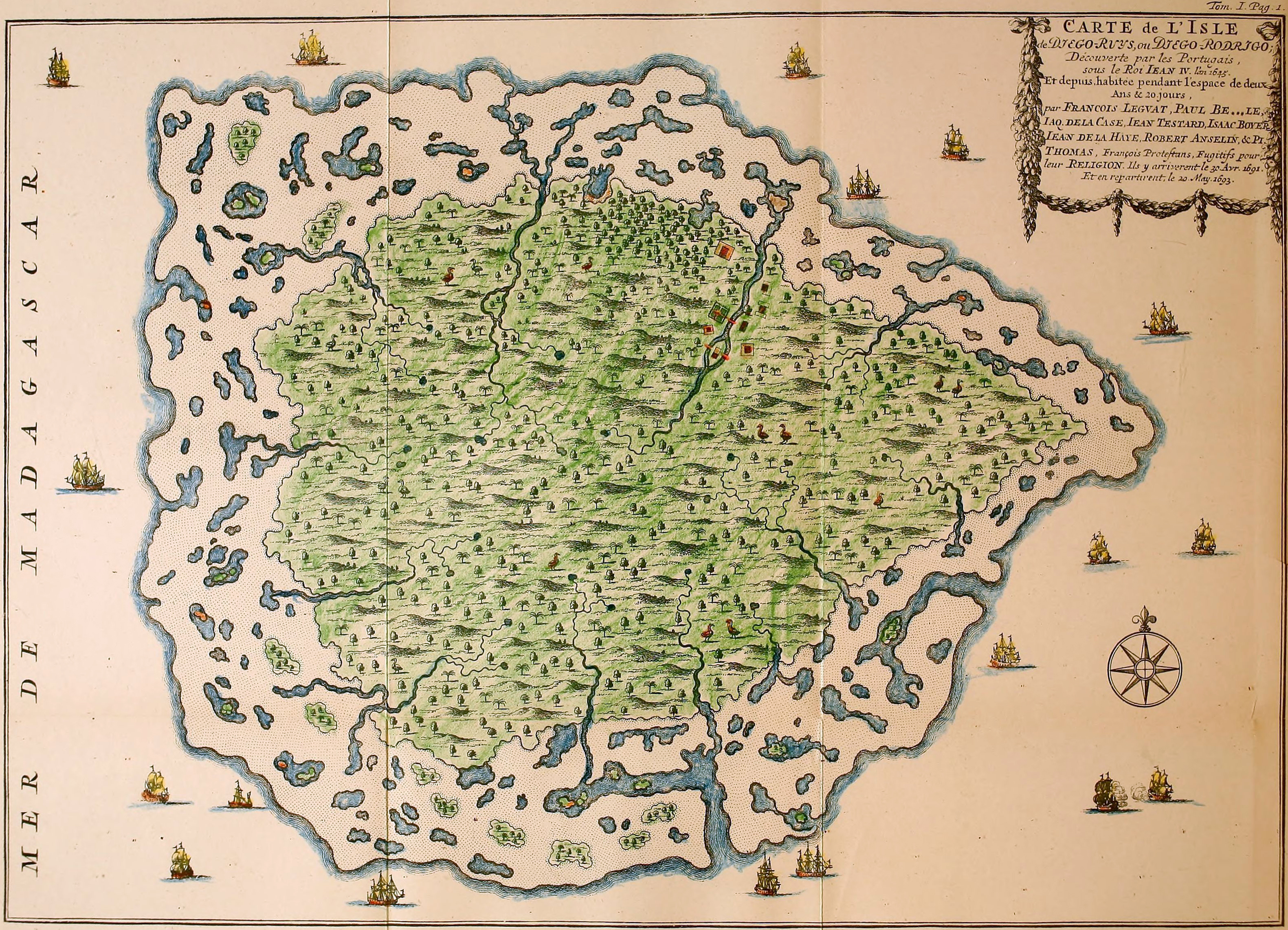
Mapa da ilha Rodrigues feito por Leguat em 1708.

O viajante François Leguat mencionou que os pombos faziam seus ninhos nas ilhotas ao redor de Rodrigues para evitar os ratos, que atacavam ovos e filhotes. Esta pode ser a razão pela qual Tafforet observou o estorninho-de-rodrigues apenas numa ilhota. Na época da visita de Tafforet, em 1726, a ave provavelmente já não existia mais ou era muito rara na ilha principal. Os roedores podem ter chegado em 1601, quando uma frota holandesa ancorou em Rodrigues. As ilhotas teriam sido o último refúgio para o pássaro, até que os ratos as colonizassem também. O estorninho-de-rodrigues foi extinto pouco depois do astrônomo Alexandre Guy Pingré ter visitado Rodrigues como integrante de uma expedição científica francesa para observar o trânsito de Vênus de 1761.
Havia uma enorme quantidade de tartarugas terrestres e marinhas em Rodrigues. Elas foram exportadas aos milhares pelos colonos, e os gatos foram introduzidos para controlar os ratos, mas os gatos atacavam tanto as aves nativas, como as tartarugas. A essa altura, o estorninho-de-rodrigues já havia sido extinto na ilha principal. Os ratos são capazes de atravessar a água, e atualmente habitam quase todas as ilhotas ao redor de Rodrigues. Pelo menos cinco espécies de estorninhos do gênero Aplonis foram extintas em ilhas do Oceano Pacífico, e os ratos também contribuíram para o desaparecimento dessas aves.